# EDE
EDE(Equinox Desktop Environment)는 단순하고 빠르다는 뜻의 조그마한 데스크톱 환경이다. 비록 EDE 2가 일반 FLTK를 기반으로 하지만, eFTLK라는 이름의 FTLK 수정판을 기반으로 한다. 마이크로소프트 윈도우의 클래식 테마와 비슷하게 생겼다.

## EDE 배포판
EDE는 KDE와 그놈, 심지어는 Xfce만큼 리눅스 배포판에서 흔히 쓰이는 것은 아니다. 극히 일부의 배포판이 EDE를 옵션 구성 요소로 포함하고 있을 뿐이다.
이를테면 다음의 배포판들은 EDE를 기본으로 포함하고 있다:
- 벨틱스 (2007년 2.6 베타 버전 이후로)[출처 필요]
- 색슨 오에스 (이전에는 STX)[출처 필요] - 슬랙웨어 기반의 라이브CD

### 같이 보기
- 미닉스 3

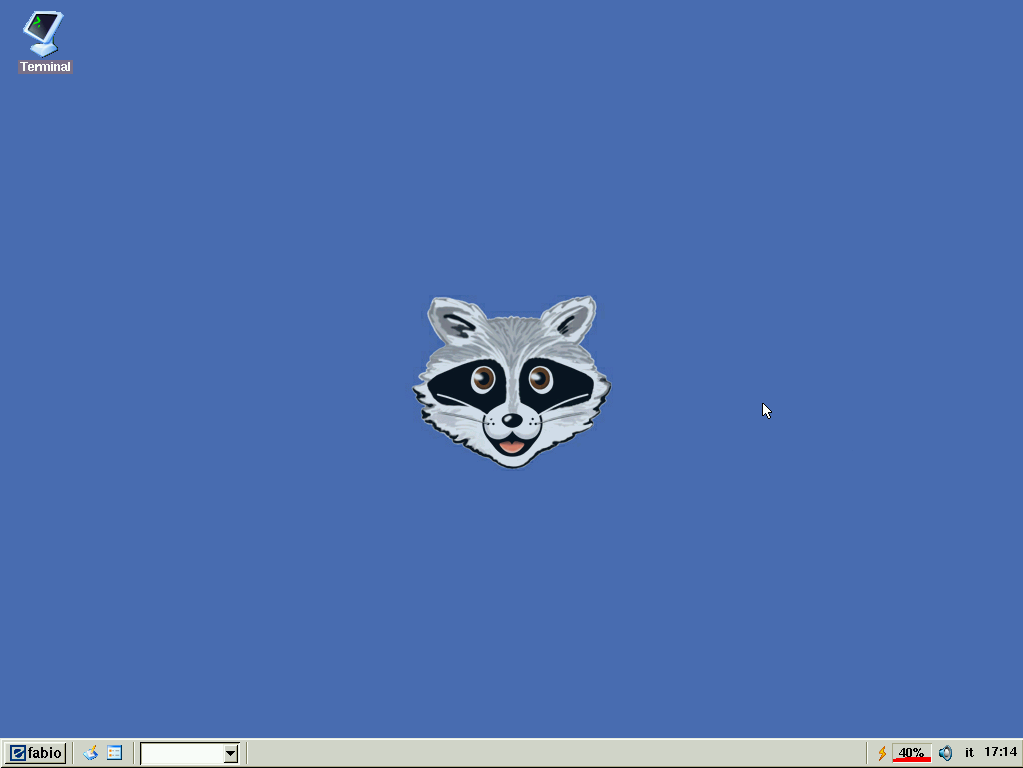
MINIX 3.1.7 running X11 with the EDE

## 참조
1. ↑  ede-devel: 현재 작업 업데이트 (2007-07-03) 2008년 1월 17일 확인